# I kärlekens namn
I kärlekens namn är en norsk drama-komediserie som hade premiär den 4 april 2024. Serien, som är regisserad av Bård Breien, är baserad Breiens barndom.
Serien gjordes ursprungligen för Viaplay, men på grund av ekonomiska bekymmer köptes serien upp av Prime Video.

## Handling
Serien utspelar sig på 1970-talet och kretsar kring en familj som blir rik på porr.  Mamman gör allt hon kan för att hålla inkomstkällan dold från omvärlden, medan pappan istället ser porr som ett politiskt uppror mot moralpoliser, kyrkan och socialdemokratin.

## Rollista (i urval)
- Maria Bonnevie – Anne-Lise Bang
- Trond Espen Seim
- Jakob Oftebro
- Jonas Oftebro